# Trg (ekonomija)
Trg je beseda, ki ima v ekonomiji dva pomena, in sicer kot tržnica in kot tržišče.
Trg ali tržnica je prostor, kjer se ob določenem času srečujejo kupci in prodajalci za sklepanje pogodb oziroma za kupoprodajo nekega blaga. V starem veku so bila ta srečanja povezana z velikimi narodnimi prazniki (kramarski sejem v Delosu, Olimpiji, Delfih); v zgodnjem srednjem veku so se občasne tržnice (ali potujoči trgi) hitro razmnoževale, posebej na stičiščih pomembnih prometnih poti in v varnem zavetju gradov in samostanov, kjer so bili pravno zavarovani. Posebno pomembni so postali letni trgi, kjer so se sklepale velike kupčije. Iz njih so se razvili sejmi. 
Zdajšnji trg se omejuje na trgovino določenega blaga, npr. dnevni ali tedenski trgi za zelenjavo, sadje in lahko pokvarljivo blago, deloma v pokritih tržnicah, ali na trgovino specialnega blaga, npr. živinski, lončarski trgi. Trg posebne vrste je tudi borza. 
Trg ali tržišče je prodajno področje nekega blaga, ki označuje fizično področje, kjer je to blago na razpolago. Lahko je tudi abstrakten pojem, ki označuje vpliv ponudbe in povpraševanja na oblikovanje cen. V tem smislu ločimo blagovni in storitveni trg, denarni trg, trg dela in trg kapitala.